# ビジネスマッチング
ビジネスマッチングとは、企業・団体・個人事業主が、自らの製品やサービスの販路を拡大や新しい取引先開拓をすることを目的とする供給者に、製品やサービスを求める企業や取り扱いをしたい代理店、その商品やサービスを導入したい需要者との商談の場を提供すること。
個人が供給者とする場合クラウドソーシングと定義されることもある。
ビジネスマッチングをサービスとして提供する事業体として、展示会主催者、銀行、自治体、ビジネスマッチング事業者、ビジネスマッチングサイトといったものがサービスとして提供している。

## 概要
自社の持っていないリソース（資金、人材、製造先、仕入先、販売先など）を探す、見つける企業同士のお見合いの場所として有効である。
特に中小企業やベンチャー企業、起業したての会社の場合、見つける時間と労力には限りがあるので、国や地方自治体、銀行やベンチャーキャピタルなどがビジネスマッチングの場所やイベント、展示会を提供して支援をすることが多いので有効活用できる。
インターネットを活用したビジネスマッチングサイトも様々な分野で増えてきており、仕入先、発注先、外部委託先を見つけたり販売ルートの一つとなってきている。

## 主なビジネスマッチング
- CREATIVE MARKET TOKYO
  - ビジネスマッチング見本市である。経済産業省関東経済産業局の補助を受けて公益財団法人ユニジャパンが主催する、オリジナルコンテンツ、技術、アイデアを持つクリエイターや中小のコンテンツ制作会社のビジネス展開を支援するコンテンツビジネスマッチング。
- FITネット
  - ATM相互無料提携（FITネットATM） 3行とのビジネスマッチング（「FITネット商談会」）、北陸3県の企業と企業・人と人との交流の場を北陸最大のスケールでご提供し、優れた製品・技術それにビジネスモデル等を有する企業同士のビジネスマッチング。
- 板橋区立企業活性化センター
  - 2005年4月より、指定管理者制度が導入され、民間の板橋区起業支援フォーラムLLPが運営を行っている。起業経験者・経営者による実践的なアドバイス、創業から融資・ビジネスマッチングまでの総合的なサポート、23区有数の工業集積地である板橋区内企業との密接な連携をとっている。スタートアップオフィス（20室） シェアードオフィス（8室）。
- CMT
  - Television（カントリー・ミュージック・テレビジョン） - アメリカ合衆国のカントリー・ミュージック専門ケーブルテレビチャンネル。Color Mate Test（色のなかまテスト） - 学校教育用色覚検査表 CREATIVE MARKET TOKYO - 毎年10月に東京で開催されるコンテンツビジネスマッチング見本市。
- リトルワンズ
  - 主にひとり親の生活支援、子供の貧困の啓発事業を行っている。ひとり親に関する全般（生活、就労、居住、情報、交流支援）を実施し、多数の企業とビジネスマッチングを行いながら支援活動をする。2011年から空き家対策事業を行い、空き家をリノベーションし、母子家庭に生活支援と共に住居を提供するモデルを構築。
- 自動車部品生産システム展
  - 自動車メーカー・自動車部品メーカー、出展者を工作機械・工具・FA／自動化機器、検査／計測機器などの製造装置機器メーカーに絞った、ユニークなビジネスマッチングの展示会である。展示会会期中は、自動車メーカー・部品メーカーのトップによる特別講演をはじめ、日本機械学会との共催の先端技術フォーラム、国連

## 問題点
初めての取引が多いので、仕事を受けた受注企業の問題としては、取引をしたが納品がない、品質に問題がなる、前払いをしたがそのまま連絡がないといったことや、依頼した企業の問題としては、お金が支払われない、支払いが滞ることがあるなど問題が発生するので、最初は小さな取引からはじめるといったことや与信管理をしっかり行うなど対策が必要である。